# Luisa Miller
Vous lisez un « bon article » labellisé en 2008.
Versions successives
- 1983 à l'Opéra de Paris avec Luciano Pavarotti et Katia Ricciarelli (Rodolfo et Luisa)

Personnages
- Comte de Walter (basse)
- Rodolfo, son fils (ténor)
- Federica, duchesse d'Ostheim (contralto)
- Wurm, majordome du Comte (basse)
- Miller, un ancien soldat (baryton)
- Luisa, sa fille (soprano)
- Laura, une jeune fille du village (mezzo-soprano)
- Un paysan (ténor)
- Dames d'honneur de Federica, pages, domestiques, archers, villageois (chœurs)

Airs
- Ah fu giusto il mio sospetto - Miller, Acte I, scène 1
- Lo vidi e'l primo palpito - Luisa Miller, Acte I, scène 1
- Sacra la scelta è d'un consorte - Miller, Acte I, scène 1
- Il mio sangue la vita darei - Comte Walter,Acte I,scène 2
- A brani, a brani, o perfido - Luisa Miller, Acte II, scène 1
- Tu puniscimi, O Signore - Luisa Miller, Acte II, scène 1
- L'ara o l'avella apprestami - Rodolfo, Acte II, scène 3
- Quando le sere al placido - Rodolfo, Acte II, scène 3

Luisa Miller est un opéra en trois actes, le quatorzième de Giuseppe Verdi, alors âgé de 36 ans. Présenté pour la première fois au Teatro San Carlo de Naples le 8 décembre 1849, il est considéré comme un tournant dans le style verdien.

## Genèse
Après la création d'Alzira, le Teatro San Carlo à Naples commanda deux nouveaux opéras à Giuseppe Verdi. À cet effet, Salvatore Cammarano (1801-1852), librettiste du théâtre, fut chargé de rédiger les livrets. Il faut préciser que le choix du librettiste était crucial, puisque dans les œuvres de Verdi tout particulièrement, le texte a une valeur primordiale. Si Verdi choisit Cammarano pour écrire le livret de ces deux opéras, c'est en partie pour la lettre que celui-ci lui envoya et qui le suppliait en ces termes : « Tendez une main secourable à un artiste, à un père de famille… Le cœur inondé de larmes, à genoux comme en présence de Celui qui donne tout bien, moi et mes fils nous attendons cette grâce… » ; la situation du librettiste était en effet précaire, et il avait six fils à sa charge. Verdi lui commanda un livret « bref, avec beaucoup de mouvement et encore plus de passion ». Ainsi furent créés La battaglia di Legnano (27 janvier 1849 à Rome) et Luisa Miller d'après Kabale und Liebe de Friedrich von Schiller.
Au début, le projet de Verdi n'était pas de réaliser un opéra d'après Kabale und Liebe mais un opéra héroïque du même type que La battaglia di Legnano ayant pour cadre le siège de Florence de 1529 et dont le titre aurait été Assedio di Firenze, tandis que Piave, à qui Verdi avait déjà proposé le sujet, suggérait pour titre Maria de' Ricci et Cammarano Niccolò dei Lapi. Mais le projet déplut à la censure napolitaine à cause de la tension politique qui régnait, du siège de Venise, de l'occupation de Rome et de la défaite des Piémontais. Verdi et Cammarano se rabattirent donc sur Kabale und Liebe qu'il[Qui ?] avait déjà évoqué comme support possible avant que n'intervienne la censure.
Il s'agissait du troisième opéra de Verdi inspiré d'une œuvre de Schiller. La première avait été Giovanna d'Arco (livret de Temistocle Solera) et la seconde I masnadieri (livret d'Andrea Maffei). Schiller l'inspirera une quatrième fois dans Don Carlos (livret de François Mery) ; en effet, Verdi aimait beaucoup tirer le livret de ses œuvres des écrits d'auteurs de premier plan (Alexandre Dumas, Victor Hugo, William Shakespeare, etc.). Verdi confirme la réception des exposés sur Luisa Miller le 17 mai 1849 à Paris. Il envisage alors d'interrompre le premier acte brièvement et brusquement. Cammarano, que Verdi tenait en haute estime, se prononce contre cette décision et tient à ce que l'opéra conserve les huit vers que Verdi avait rayés. Dès le commencement, il avait été projeté que le grand quatuor de l'acte II se ferait a cappella, ce qui était pour l'opéra italien de l'époque une chose peu commune. Cette nouveauté fut d'ailleurs particulièrement appréciée des critiques.
Luisa Miller est une œuvre de transition, juste avant la trilogie de la maturité, Rigoletto / La traviata / Le Trouvère. Il est à ce titre révélateur que le librettiste, Salvatore Cammarano, soit à la fois l’auteur du livret de Lucia di Lammermoor et de celui d’Il Trovatore. Car si l’on retrouve encore une forme un peu figée héritée du passé (avec l’inaltérable couple aria-cabalette), « l’œuvre laisse très largement deviner le Verdi de la maturité, avec des caractères moins monolithiques (le personnage de Miller par exemple), de longues scènes où le compositeur varie les climats ». On peut donc dire que Luisa Miller est une « nette rupture avec les œuvres de jeunesse par des idées nouvelles ».

## Création
Lors de la première au Teatro San Carlo de Naples le 8 décembre 1849, le public a particulièrement ovationné l'ouverture, le final du premier acte et le trio du dernier acte, bien que la postérité ait principalement retenu de l'œuvre l'aria de Rodolfo du deuxième acte. Créé le 2 février 1853 à l'Opéra de Paris, il est à nouveau donné au Palais Garnier en 1983, avec Luciano Pavarotti et Katia Ricciarelli dans les rôles de Rodolfo et Luisa.

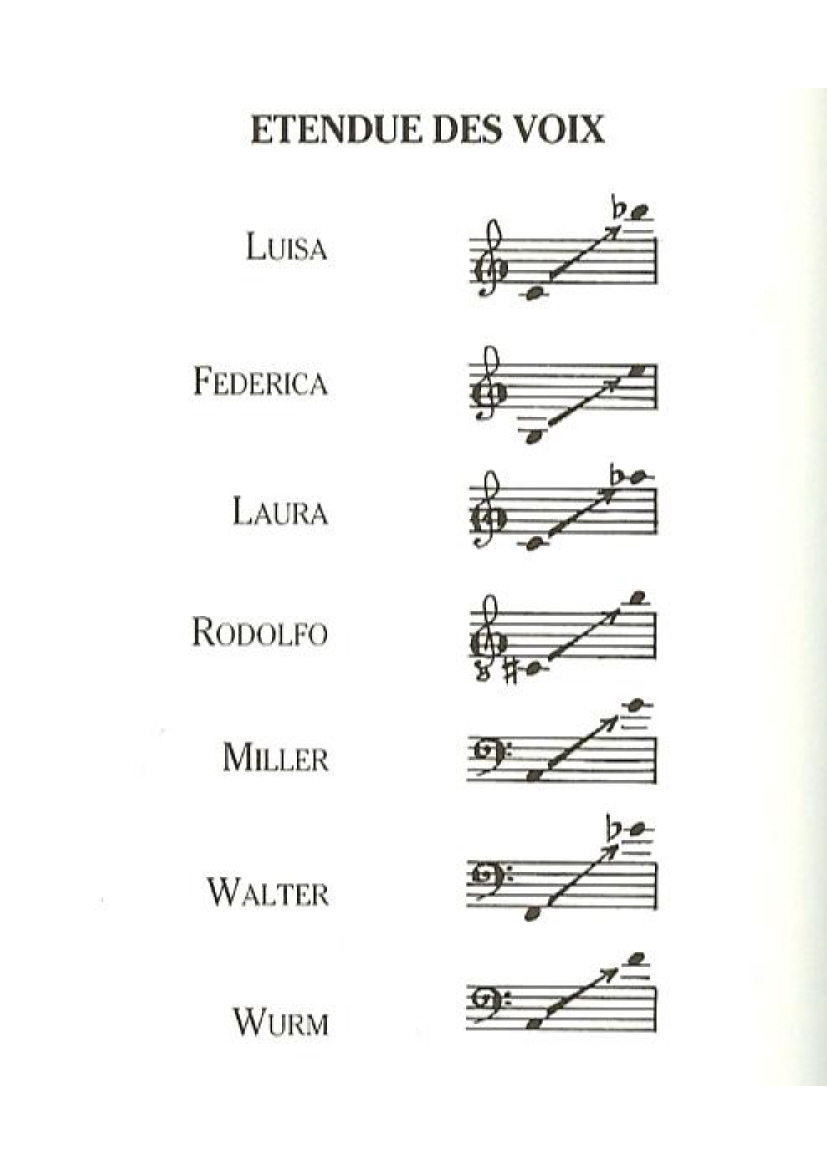
Étendue des voix dans Luisa Miller

- Interprètes de la première représentation[14]
  - Comte Walter, Antonio Selva (basse)
  - Rodolfo, son fils, Settimio Malvezzi (ténor)
  - Federica, Duchesse d'Ostheim, nièce de Walter, Teresa Salandri (contralto)
  - Wurm, majordome de Walter, Marco Arati (Basse)
  - Miller, un ancien soldat, Achille De Bassini (baryton)
  - Luisa, sa fille, Marietta Gazzaniga (soprano)
  - Laura, une fille du village, Maria Salvetti (mezzo-soprano)
  - Un paysan, Francesco Rossi (ténor)[15]
- Orchestre et chœur
  - Teatro San Carlo de Naples
  - Directeur de scène : Salvadore Cammarano
  - Chef de chœur : Giuseppe Puzone
  - Maestro al cembalo : Giuseppe Verdi
  - Premier violon et chef d'orchestre : Antonio Farelli
  - Décors : Pietro Venier
  - Costumes : Filippo Del Buono[16]

## Livret

### Critiques du livret

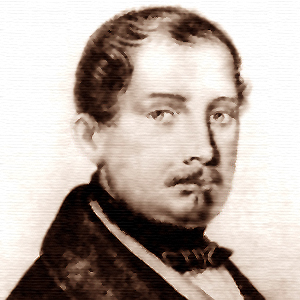
Salvatore Cammarano

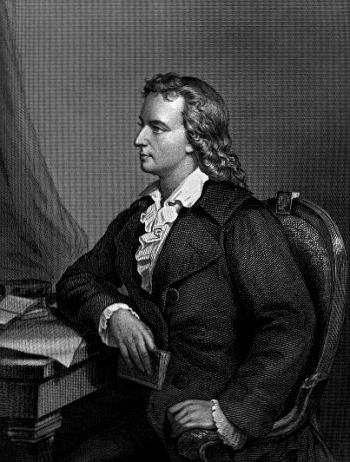
Johann Christoph Friedrich Schiller

Si l'on compare le livret à la pièce de Schiller, on se rend compte que certains passages de Luisa Miller durent être modifiés à cause de la menace de censure qui planait sur l'opéra de l'époque. Tous les passages politiquement explosifs furent systématiquement rayés. Ferdinando dut devenir Rodolfo puisque le roi des Deux-Siciles de cette époque s'appelait Ferdinand. En outre, certaines scènes de chœurs durent être créées, exigeant la transposition de certains passages à l'extérieur, contrairement à l'écrit de Schiller. Ces modifications furent d'ailleurs accueillies avec sévérité par les critiques français : 

« M. Cammarano a dépouillé la fable de Schiller de tous détails de temps, de lieux et de mœurs locales qui en font l'intérêt, et a pris tout simplement la charpente dramatique, qu'il a transportée où l'on voudra, en Suisse par exemple, vers le commencement du XVIIe siècle […]. Il résulte de cet appauvrissement d'incidents et d'épisodes caractéristiques […] un ennui qui vous saisit dès les premières scènes et ne vous quitte plus jusqu'à la fin de la pièce. »

 Le même critique alla jusqu'à déclarer qu'« on ne pouvait tendre à M. Verdi un piège plus dangereux qu'en lui donnant à mettre en musique le misérable libretto de Cammarano ». Mais tel ne fut pas l'avis de tous puisqu'il fut dit à l'occasion de la représentation de Luisa Miller à Liège : 

« La censure a parfois du bon : ce sont en effet les ciseaux allègrement maniés par les autorités napolitaines qui contraignirent en partie un jeune compositeur à se détourner des fresques historiques et politiques qui avaient assuré ses premiers succès, pour inventer une nouvelle manière basée sur l'approfondissement des caractères. »

 C'est un point très controversé de l'opéra, puisque Marie-Claire Beltrando Patier écrivit que le livret était « l'un des meilleurs que Verdi ait jamais obtenus ».
La rivale de Luisa, la duchesse d'Ostheim, voyait son importance diminuer, au profit de trois basses, que Verdi choisit en Miller, Wurm et Walter, bien qu'elle chante un duo avec Rodolfo qui fut qualifié de « morceau tout à fait charmant […]. L'embarras où se trouve le fils de Walter vis-à-vis de la femme qui l'aime, mais dont il ne peut partager les sentiments, la tendresse chaste et voilée de Federica, qui est loin de soupçonner le trouble qui remplit le cœur de son fiancé, tout cela est exprimé par un allegro affectuoso d'une grâce toute élégiaque ». Cammarano suivit Verdi dans cette idée. Parce que Wurm ne peut avoir d'aria, ses actions ne semblent pas très motivées. Mais il apparut que Cammarano prenait plaisir à écrire des livrets comprenant de grands revirements et des « cassures », il permettait ainsi la création d'éclatements musicaux d'une expressivité extrême, procédé que l'on retrouve dans Il trovatore.

### Une tragédie bourgeoise

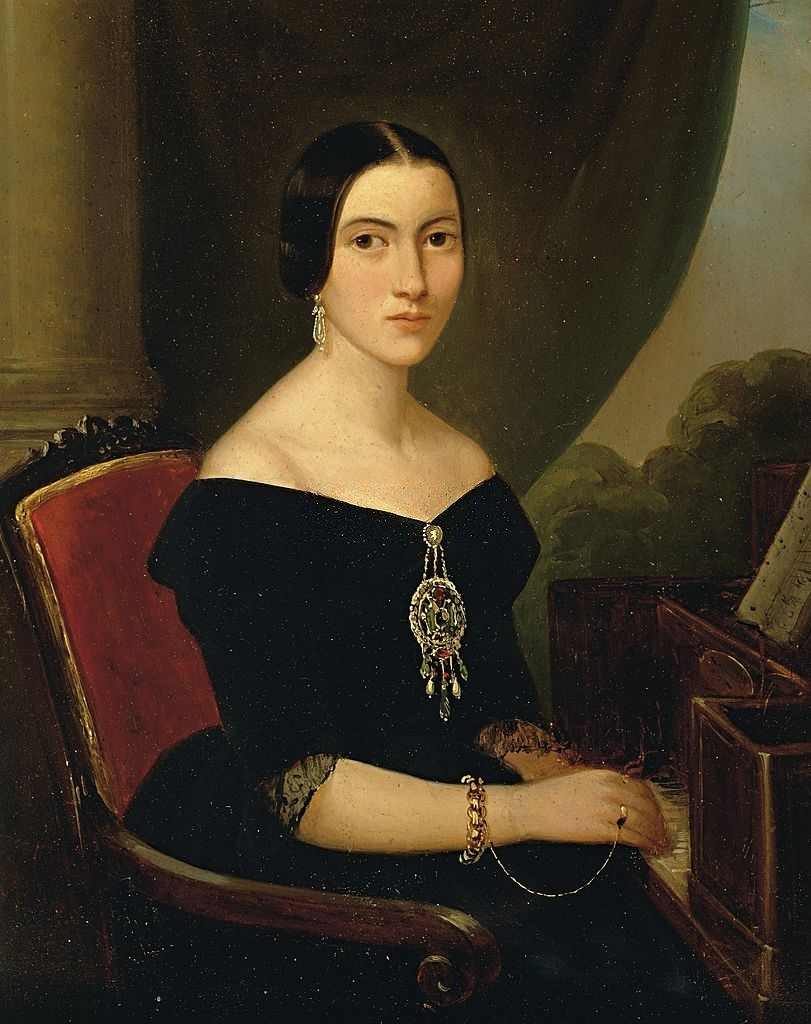
Giuseppina Strepponi au milieu des années 1840

### «Une tragédie bourgeoise»
« Une tragédie bourgeoise », tel est le sous-titre de l'écrit de Schiller Kabale und Liebe dont s'est librement inspiré Salvatore Cammarano pour écrire le livret de Luisa Miller. En effet, contrairement aux habitudes de la tragédie néo-classique, Kabale und Liebe ne fait pas une tragédie à partir d'une intrigue historico-politique mais une « tragédie bourgeoise » constituant une incursion dans la vie privée d'un bourgeois et ne faisant pas apparaître, comme il était coutume de le faire, un contexte de politique et de pouvoir. Ainsi, Luisa Miller est basé sur les machinations et les projets d'un simple potentat local. La gamme des sentiments exprimés par Luisa Miller a fait qu'on l'a souvent comparé à La traviata. Par ailleurs, c'est pour cette raison que seuls des évènements extrêmes font de Luisa un personnage tragique qui ne se révèlera pleinement que dans le dernier acte.

« Luisa Miller constitue une nouvelle halte méditative, où le patriotisme et les effets faciles laissent place à une analyse de l'âme humaine. »

### L'opposition du père et du fils
Dans Luisa Miller, le comte de Walter s'oppose formellement à l'amour de son fils Rodolfo avec Luisa, car celle-ci n'appartient pas au même niveau social que ce dernier. Cet évènement est fort proche de ce qui se passait réellement dans la vie de Verdi. Il était en effet brouillé avec son père à cause de la cantatrice Giuseppina Strepponi qui vivait chez lui alors qu'ils n'étaient pas mariés. Cette opposition se retrouve également dans La Traviata quand le père d'Alfredo refuse de tolérer les amours de son fils pour Violetta.

### Les rapports de l'héroïne avec les hommes de l'intrigue
Luisa, héroïne de la tragédie, est victime d'une société masculine, ou plus précisément régie par des hommes. En cela, elle préfigure le personnage de Gilda dans Rigoletto, bien que ce phénomène soit plus accentué puisque même les chœurs sont exclusivement masculins. Elle trouve appui dans son père. Le duo du père et de la fille est fréquent chez Verdi, et se caractérise à chaque fois par un duo soprano-basse. D'une manière générale, le duo d'un vieil homme et d'une jeune fille est fréquent dans les opéras (Rigoletto et Gilda dans Rigoletto, Wotan et Brünhilde dans L'Anneau du Nibelung, Sarastro et Pamina dans La Flûte enchantée).

## Argument
L'action se déroule dans un village tyrolien dans la première moitié du XVIIe siècle

### Acte I: L'amour
- Tableau I

Luisa, la fille de Miller, et Carlo, un jeune homme rencontré au village, s'aiment passionnément. Lorsque Wurm, un courtisan également épris de Luisa, demande à Miller la main de sa fille, celui-ci lui répond qu'il ne peut engager sa progéniture contre sa volonté. Vexé, Wurm lui révèle alors la véritable identité de Carlo : il s'agit de Rodolfo, le fils du comte Walter. 
- Tableau II

À la suite de cela, Wurm s'en va au château apprendre au comte l'amour de Rodolfo pour la fille d'un soldat retraité. Or, le comte avait prévu de marier son fils à sa nièce Federica, la duchesse d'Ostheim ; il demande donc à cette dernière d'en informer Rodolfo. Mais, une fois seul avec elle, le fils du comte lui confesse qu'il aime une autre femme dans l'espoir que la comtesse renonce à lui ; or celle-ci est trop profondément éprise de Rodolfo pour comprendre.
- Tableau III

Rodolfo se rend alors chez Miller pour voir Luisa, qui a appris de son père la véritable identité de celui qu'elle aime ; il lui déclare alors à genoux qu'il l'aime et qu'il veut être son époux. Sur ce, entre Walter, qui ordonne l'arrestation de Miller et de sa fille. Son fils le menace cependant de révéler certaines de ses fraudes pour parvenir à ses fins. Effrayé, le comte libère Luisa, mais Miller reste captif.

### Acte II: L'intrigue
- Tableau I

Miller est en prison et est promis à une exécution. Wurm se rend alors chez Luisa pour conclure avec elle un odieux marché : son père sera libéré à la seule condition qu'elle écrive une lettre déclarant son amour pour Wurm et annonçant qu'elle s'était jouée de Rodolfo.
- Tableau II

Au château, Wurm rappelle à Walter comment celui-ci a pris le pouvoir en tuant son propre cousin. Rodolfo ne le sait que trop bien, puisqu'il a recueilli les derniers soupirs du comte, gisant sur la route. Luisa est menée à la duchesse pour lui certifier qu'elle n'aime pas Rodolfo.
- Tableau III

Dans son appartement, Rodolfo lit la lettre de Luisa et provoque Wurm en duel, mais celui-ci évite la confrontation et décharge son pistolet en tirant en l'air. Le comte Walter conseille à Rodolfo de se venger en épousant Federica.

### Acte III: Le poison
Alors que l'on peut entendre les échos du bruit du mariage de Rodolfo et Federica, Miller rentre chez lui. Luisa est bien décidée à partir, mais son père réussit à la persuader de rester avec lui. Restée seule, elle prie. C'est alors que Rodolfo entre dans la maison et verse du poison dans un verre. Puis il demande à Luisa si elle a réellement écrit la lettre, ce à quoi elle répond « oui ». Rodolfo l'invite alors à boire avec lui, après quoi il lui révèle qu'ils sont condamnés. Avant d'expirer, Luisa lui révèle qu'elle l'a toujours aimé lorsque surviennent Wurm et Walter. Dans un dernier élan, Rodolfo transperce la poitrine de Wurm et s'effondre.

## Structure de l'opéra
- Ouverture

### Acte I: L'amour
- 1 – Introduction Ti desta Luisa, regina de' cori (chœurs)
- 2 – Scène et aria de Miller Sacra la scelta è d'un consorte
- 3 – Scène et aria de Walter Il mio sangue, la mia vita darei
- 4 – Récitatif et chœur Quale un sorriso d'amica sorte
- 5 – Récitatif et Duo Federica et Rodolfo Dall'aule raggianti di vano splendor

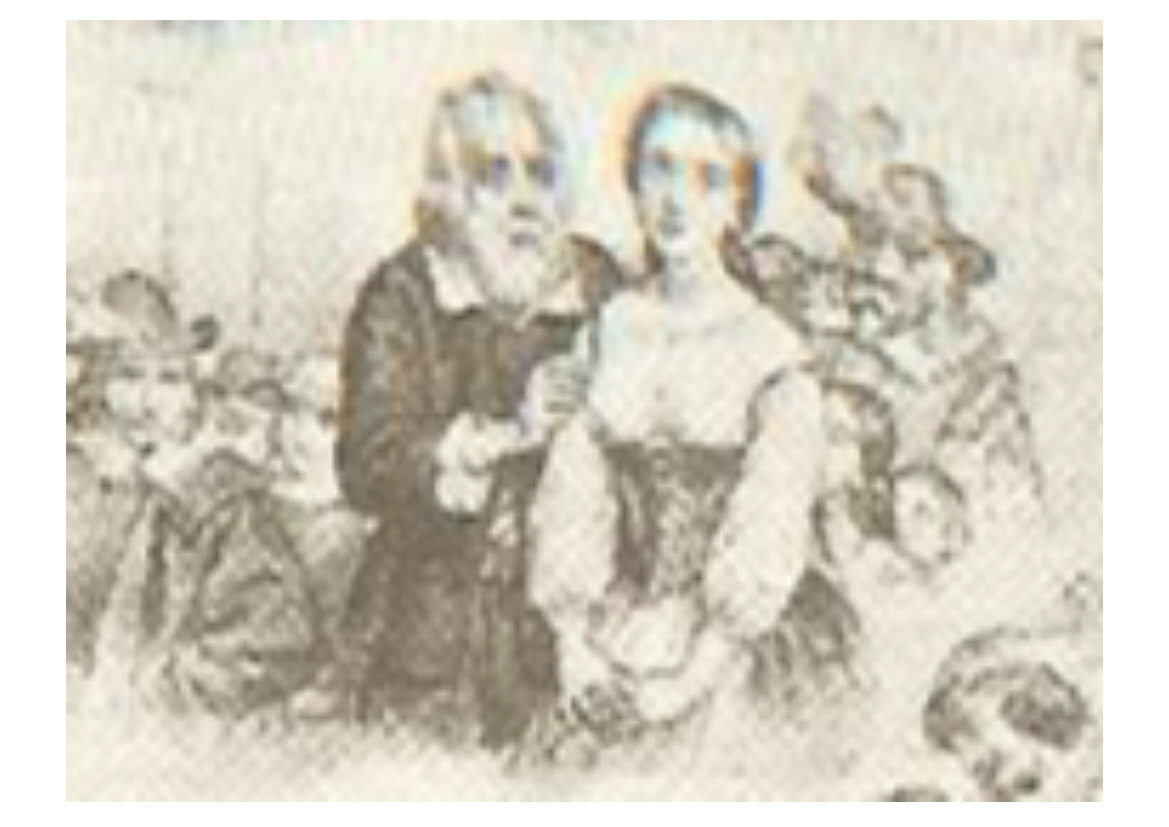
Luisa Miller, détail d'une lithographie (Giuseppe Verdi et ses créations) de Socosi, 1860

- 6 – Final acte I

### Acte II: L'intrigue
- 7 – Introduction: Ah! Luisa, Luisa ove sei? (Chœurs).
- 8 – Récitatif, scène et Duo Walter et Wurm L'alto retaggio non ho bramato
- 9 – Scène et quatuor Luisa, Federica, Walter et Wurm Presentarti alla Duchessa
- 10 – Scène et aria de Rodolfo Quando le sere al placido

### Acte III: Le poison
- 11 – Scène et chœur Come in un giorno solo (femmes et Laura).
- 12 – Scène et duo Luisa et Miller La tomba è un letto sparso di fiori
- 13 – Scène, duo et trio final
  - Scène Ah l'ultima preghiera
  - Duo Luisa et Rodolfo Piangi, piangi... il tuo dolore
  - Trio final Luisa, Rodolfo et Miller Padre! ricevi l'estremo... addio!

## Musique

### Un tournant de la musique verdienne

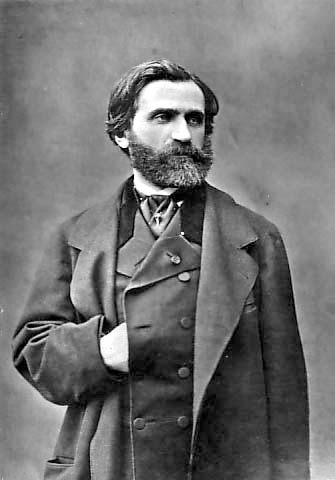
Verdi vers 1850

Au premier abord, la partition peut apparaître comme typique des « années de galères » par ses arias à la mélodie significative avec une rythmique concise et usuelle, comme de par l'expressivité des ensembles. La caractérisation des personnes souffre de la volonté de Verdi de faire de Luisa une colorature virtuose dramatique ce qui ne correspondait pas à son personnage sensible et fragile, faisant de la duchesse un rôle secondaire dégradé. Au cours de l'année 1848, Verdi se mit à rechercher d'un côté une nouvelle forme et de l'autre des conventions dramatiques « stéréotypées » ; or Cammarano ne voulait plus lui présenter de texte convenable.
Luisa Miller est un des tournants de l'écriture de Verdi. En quittant le grand opéra épique qui caractérisait les premières œuvres du compositeur et en s'attachant à la personnalité de personnages bourgeois, il préfigure le « trio de la maturité » : Rigoletto, La Traviata, Le Trouvère.

### Ouverture

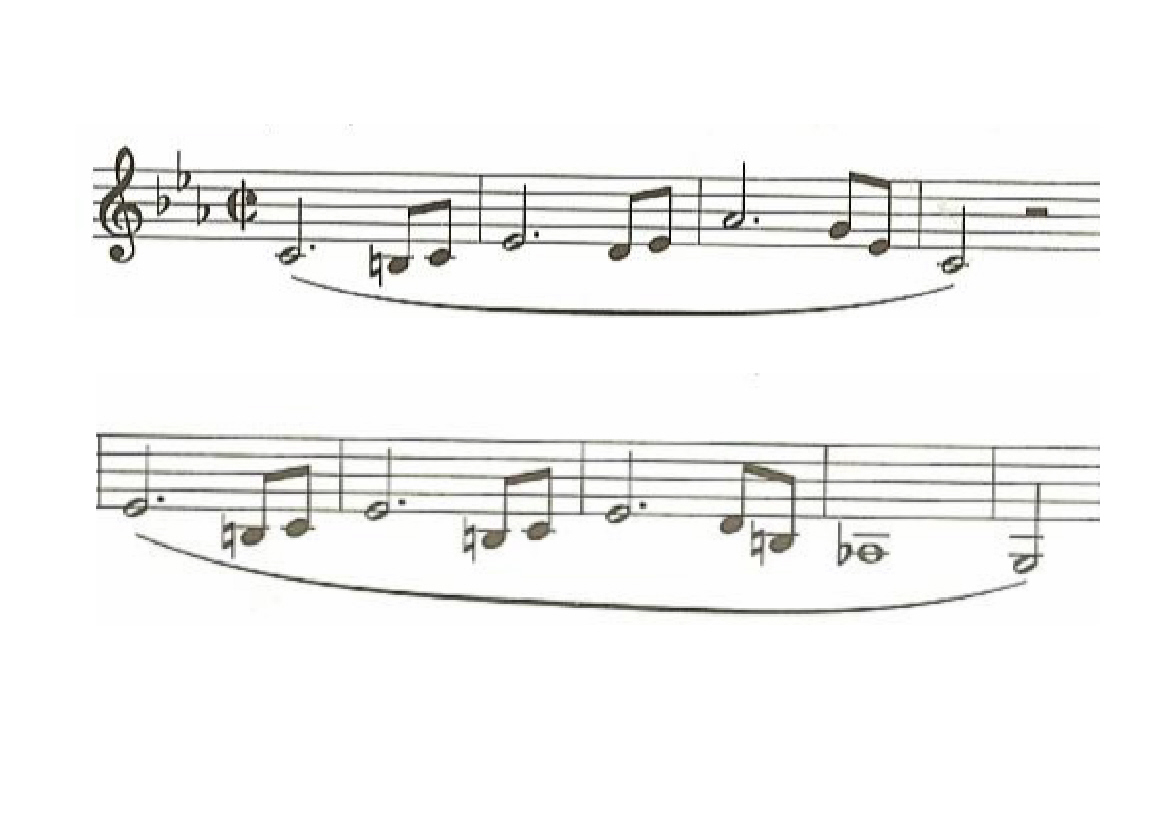
Thème principal de l'ouverture de Luisa Miller

L'ouverture de Luisa Miller n'est pas une ouverture type pot-pourri d'airs empruntés à la suite de l'ouvrage ou d'une simple ouverture, mais c'est le travail autour d'un thème, ce qui fait d'elle un allegro monothématique sans grande rupture. On peut regarder ce travail thématique comme un moyen d'introduire pleinement une intrigue qui « maîtrise le drame comme un malheur » écrivit Verdi à Cammarano. Il lui oppose dans le premier tableau un motif chaleureux typique d'une mélodie de chant. Aussi, ces deux motifs se retrouveront tout au long de l'opéra aux lieux et moments qui leur conviennent mais non pas à la manière du leitmotiv. En effet, ce dernier doit, malgré ses modifications, être immédiatement reconnu par l'auditeur qui peut le rapporter au sens qui lui a couramment été attribué. Verdi, au contraire, tente d'établir une unité de ton ou d'impression par des figures rythmiques ou mélodiques qui ne sont pas toujours aisément reconnaissables mais qui assurent l'homogénéité de l'œuvre. La simplicité du thème et sa violence, sa « force entraînante qui bouscule tout sur son passage », proche de l'ouverture de La forza del destino qui est considérée comme l'une des plus grandes de Verdi. Il ne s'attache pas à un personnage ou à un air à venir dans la pièce, mais au climat du drame qui va se jouer. Cependant, cette ouverture ne fut pas accueillie avec succès par tous les critiques, certains dirent d'elle qu'elle n'était « pas autre chose qu'une stretta symphonique qui ne mérite pas autrement d'être remarquée ». Alors que pour Alain Zürcher, il s'agit d'une ouverture « rapide et torturée » et qui introduit donc la violence de la tragédie.

### Acte I

#### Introduction et chœurs

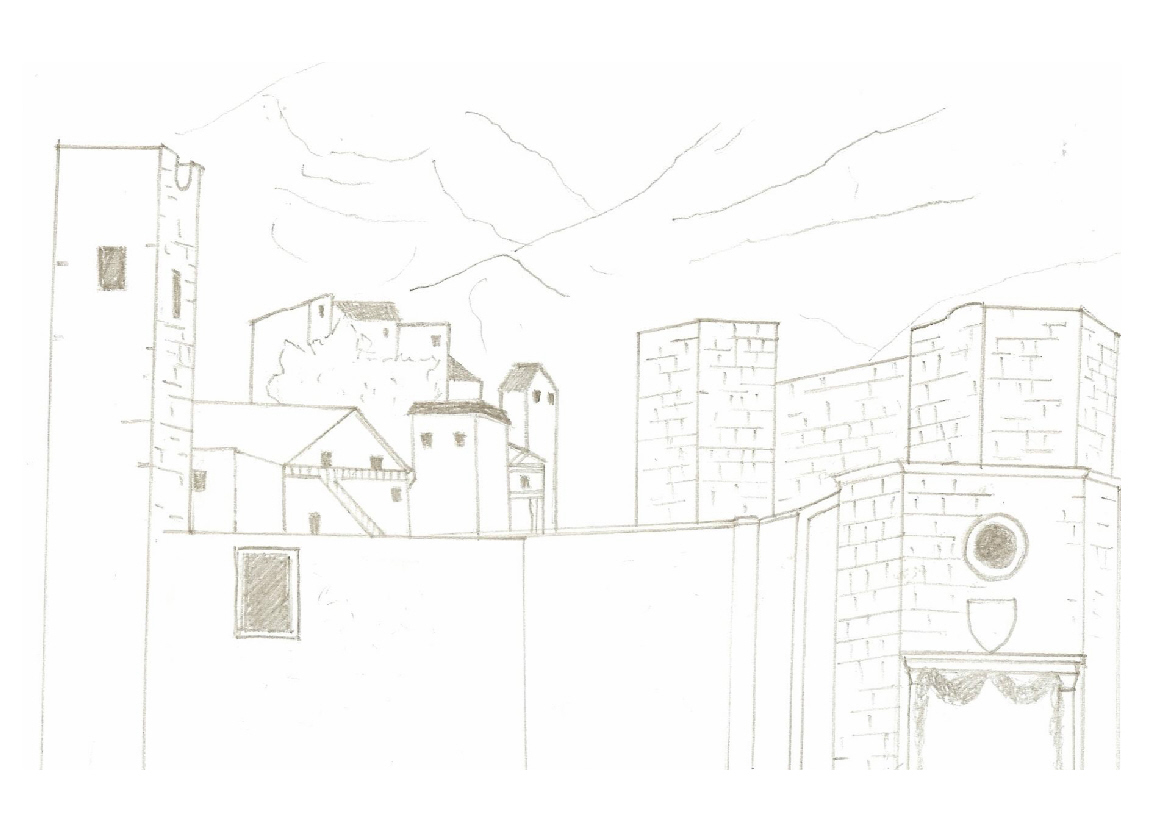
Village dans lequel se trame l'intrigue, dessin réalisé d'après le décor de la représentation de 1966 à Florence

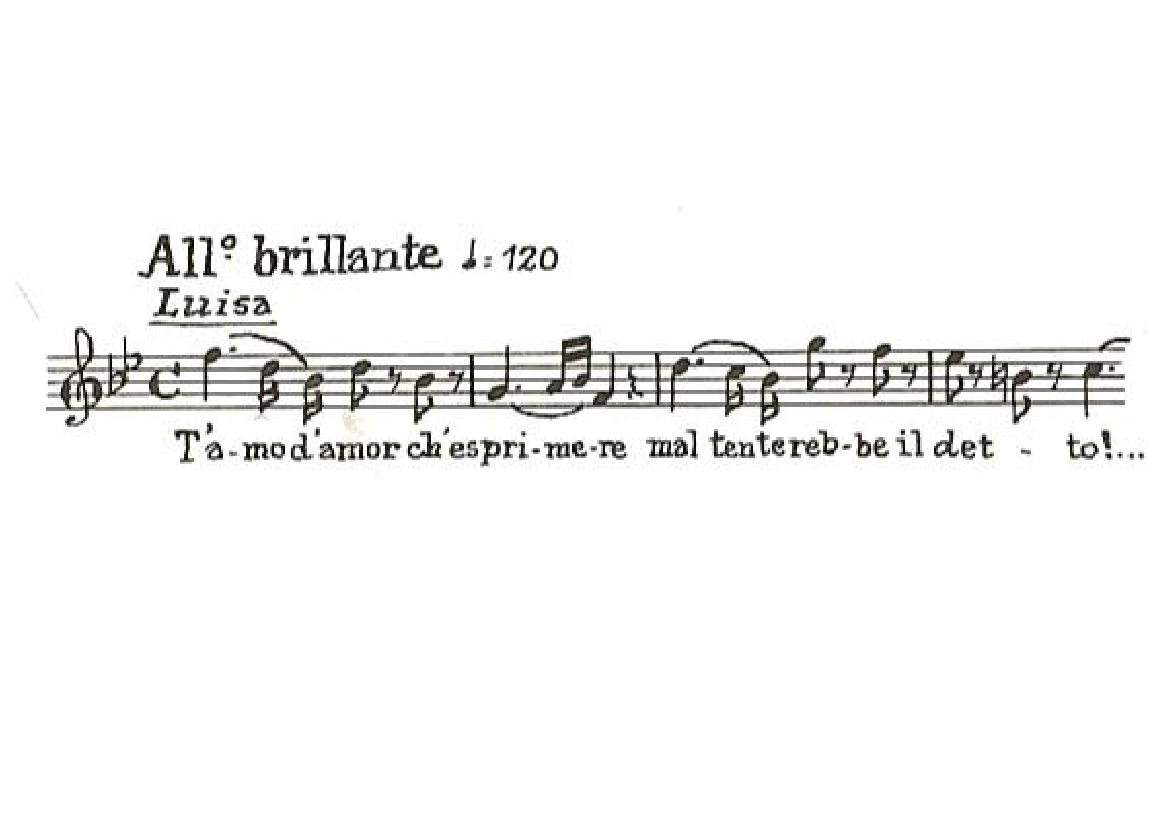
première intervention de Luisa

Comme il était d'usage dans l'opéra de cette époque, l'introduction contraste avec l'ouverture. En effet, alors que la musique de l'ouverture traduisait la tragédie par son thème dramatique, l'introduction expose une musique légère et paysanne, parsemé de légères appogiatures en triolet et dont les notes sont toutes des valeurs très brèves ou piquées. L'ambiance est tranquille et paisible, ce qui conduira un critique à dire de cet opéra qu'il est le « moins bruyant » des opéras verdiens. Calme renforcé par le fait que l'action du drame de Schiller ait été transplantée dans un petit village tyrolien, ce qui fait que l'action est moins bousculée par la politique de la cour allemande. Sur ce cadre paysan commence le chœur, en mezzo voce (mi-voix), sans grande pompe avec un pianissimo (très doucement) et un air d'une grande simplicité harmonique et mélodiques, ponctué de légères appoggiatures. Puis le tempo augmente légèrement pour le bref dialogue de Luisa et Miller. Seuls viennent troubler ce bonheur l'absence de Rodolfo et les tierces graves exposées au basson qui feront plus tard l'un des principaux motifs de Wurm; mais ils s'effacent pour laisser place à l'air de Luisa qui s'ensuit et qui montre Luisa en jeune paysanne fraîche, pudique, s'ouvrant à l'amour, accompagnée par des bois plus savoureux que les cordes. Les grands élans amoureux ne sont pas présents dans cet air où prédomine une pureté simple et un amour chaste. Après une courte reprise de l'orchestre arrive Rodolfo, s'ensuit alors un discours plus animé et plus vif que les triolets de Luisa, la ligne mélodique est plus fougueuse, plus allante, reprise par les chœurs et Miller reste seul n'adhère pas à la joie générale en minorisant les tons présents. La coda conduit vers la fin de la scène quand la cloche appelle à l'église.

#### Air de Miller
Après le départ des chœurs, de Luisa et de Rodolfo, arrive Wurm qui demande à Miller la main de sa fille. Miller chante son air, un andante maestoso (allant), qui est le registre que Verdi avait choisi pour caractériser l'éloquence, la ligne mélodique (indiquée grandioso) est moins souple que convaincante, c'est le plaidoyer du mariage libre, fondé sur le désir mutuel des deux époux. Le père modèle qu'est Miller ne pourra cependant pas opposer ce concept à Walter et Wurm, on entend d'ailleurs le sinistre thème de Wurm, annonçant la tragédie qui va se produire. Le discours de Miller est construit sur la liberté des conjoints et la bonté que tout père doit avoir. Mais, lorsque Wurm dévoile l'identité de Rodolfo, le thème des tierces apparu dans le premier chœur retentit, symbole du monde sans pitié de Wurm et Walter.

#### Air de Walter
Apparaît ensuite l'autre image de la paternité de la tragédie. Le comte Walter dont le caractère autoritaire et impérieux est annoncé par le prélude qui introduit son air. On se rend compte que son désir d'un beau mariage est tourmenté par sa paternité ; ce n'est pas un père vengeur (Oberto, Giacomo) ni un père humilié (Nabucco, le doge Foscari), c'est un père qui ne parvient pas à concilier intérêts et sentiments. Là également, Verdi choisit d'exprimer l'éloquence dans cet air, mais l'accompagnement est plus brusque, la mélodie plus tendue et entrecoupée d'explosion brutale lorsque le comte évoque la désobéissance de son fils. L'air est construit en romance avec un passage à la fin mineur/majeur, plus calme mais qui explose à nouveau lorsque Walter déclare être châtié pour ses crimes (que l'on ignore encore).

#### Scène, chœur et duo
Ce passage clos l'exposition des sentiments des pères respectifs et introduit le duo de Rodolfo et de la duchesse Federica. On retrouve le motif des tierces graves ; à l'annonce du mariage avec Rodolfo, celui-ci n'a pas une réaction particulièrement enflammée et il ne s'ensuit pas une scène tendue et violente comme dans l'œuvre de Schiller. D'une manière générale, Verdi avait la nette tendance à éviter les conflits père-fils que lui offrent les œuvres dont il s'inspire Le chœur qui accompagne l'arrivée de la duchesse ramène à la grande pétulance des opéras héroïques tels Nabucco et qui contraste avec la douce musique idyllique de la première scène.
Verdi abandonna l'idée de faire de la duchessa une seconde prima donna : « Je vous avoue que j'aurais souhaité deux prime donne et que j'aurais aimé que se déploie pleinement le caractère de la favorite du Prince, exactement comme l'a représenté Schiller. Il y aurait eu un contraste entre elle et Luisa, et l'amour de Rodolfo pour Luisa aurait été plus beau ; mais enfin je sais que l'on ne peut pas faire ce que l'on veut et que ça ira comme ça. ». Mais le fait d'avoir fait de la duchesse une mezzo-soprano diminue fortement son intérêt. Le duo commence par un andantino (allant), il rappelle la douceur de l'enfance durant laquelle naquit l'amour de Federica pour Rodolfo. Le début est donc calme et simple, mais, lorsque Rodolfo dit à la duchesse qu'il ne peut pas l'aimer, l'air devient fort, pimpant, qui ne correspond pas au texte, au désarroi de Rodolfo et au désespoir de la duchesse. La cabalette (deuxième partie d'un air de soliste) reste élégante et enlevée.

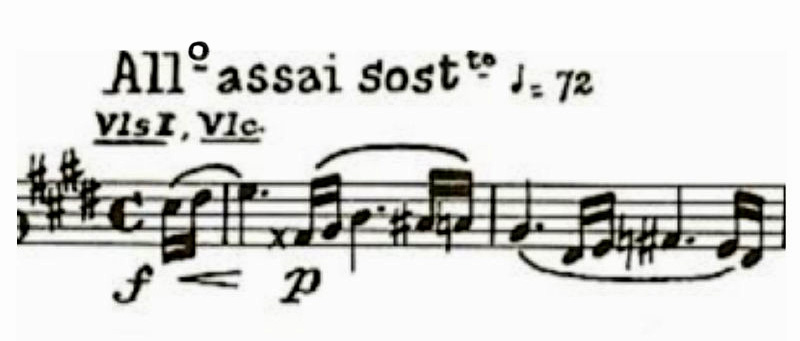
Un des thèmes du final, on remarquera un rythme similaire à celui de l'ouverture

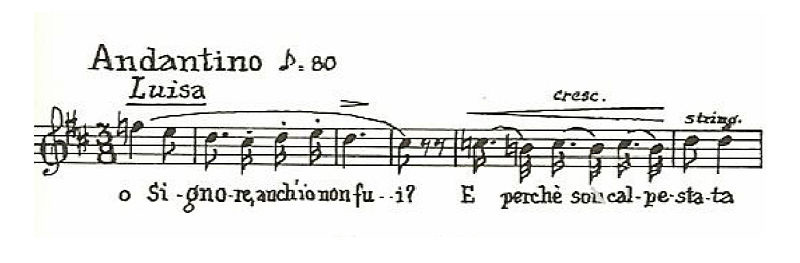
Air lyrique de Luisa

#### Chœur et premier final
Comme souvent, le premier final commence par un air festif, ici celui des chasseurs qui prennent part à la chasse organisée par le Comte. Les deux chœurs, situés de part et d'autre de la scène, dans les coulisses, se répondent a cappella. Une septième diminuée ramène l'air à l'inquiétude de Luisa de ne pas voir arriver Rodolfo. Après que Miller eut dit de quelle manière Luisa a été trompée, Rodolfo s'agenouille devant Luisa au son mélancolique des clarinettes, annonce des noces qui n'auront jamais lieu. Mais revient la musique des bassons qui rappelle l'atmosphère accompagnant Wurm et Walter. Arrive le Comte et commence un récitatif d'une grande diversité de tempi : adagio (lent), andante (allant), largo (large), allegro (allègre).
La configuration rythmique de la musique de l'orchestre est identique à celle de l'ouverture et annonce le drame imminent, la mélodie descendante est celle de la mélancolie désespérée. Quand Walter condamne l'amour des deux jeunes gens commence le largo du final en ré majeur. Les personnages interviennent tour à tour. Luisa, dernière à prendre la parole, intervient en ré mineur, avec la régularité mélodique des héroïnes humiliées de Verdi; La diversité des sentiments est exprimée par une grande diversité des accompagnements: faible pour Miller, ardent pour Rodolfo, sec pour Walter, et lyrique pour Luisa. Commence le quatuor en ré majeur avec le chant lyrique de Luisa et les paroles piquées des trois hommes. Puis le chœur reprend en tutti. Verdi avait toujours voulu se passer d'une strette finale : « Dans le premier final, je ne souhaite pas une strette ou cabalette finale. La situation ne le demande pas et une strette ferait perdre tout l'effet de la position » Sur un ré mineur, Rodolfo use de son ultime recours en menaçant son père de révéler ses forfaits et celui-ci part.

### Acte II

#### Introduction et chœur
Comme tous les autres actes de l'opéra, celui-ci commence par un chœur qui nous ramène au petit village paysan. Mais celui-ci n'a pas la sérénité du premier ni la mélancolie du troisième, il est dramatique et narratif. Cette narrativité s'exprime par les notes piquées en 6/8, à l'unisson, en fa mineur. Il s'agit presque d'un parlando (parlé). Le chœur passe ensuite en la bémol majeur (la tonalité relative) pour traduire l'espoir en Dieu pour qu'il punisse l'injustice. Le grand cri « Wurm » accompagne l'arrivée de celui-ci avec les habituelles tierces qui le caractérise. Le chœur sort sur un unisson de la tandis que résonne le thème à l'orchestre.

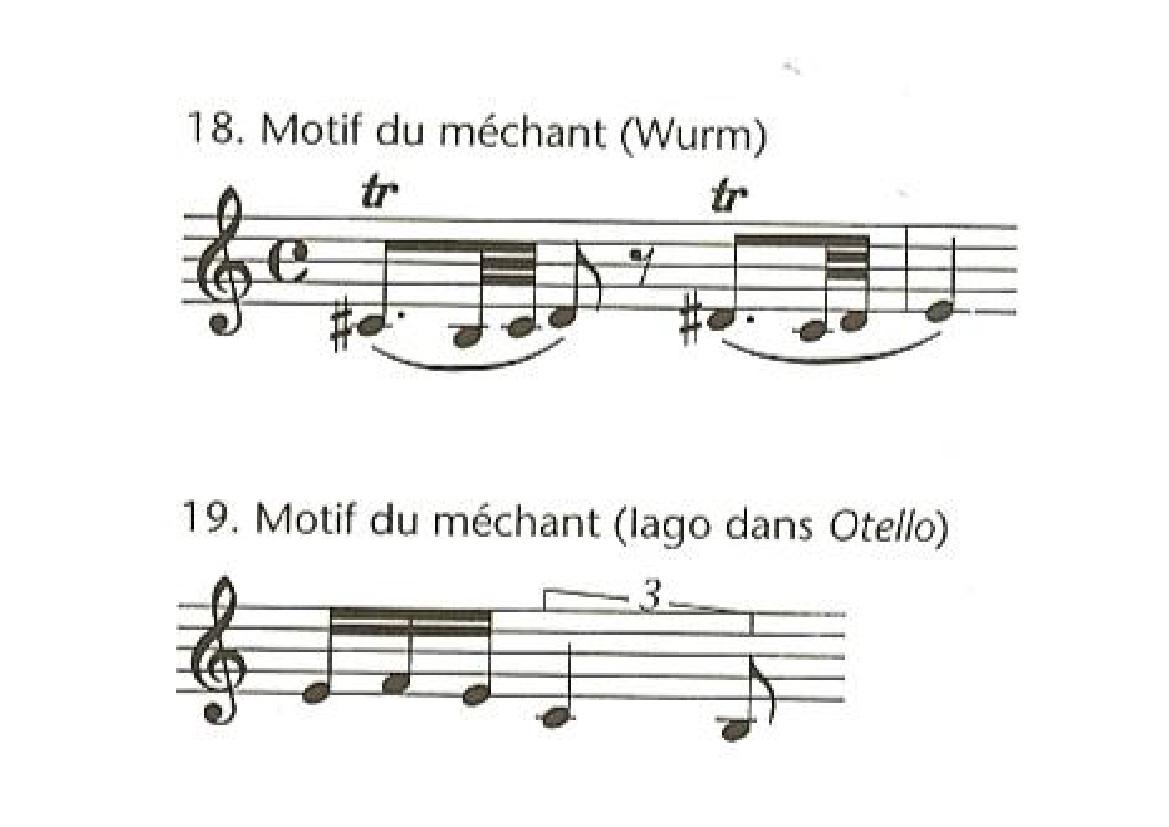
Thèmes de Wurm et de Iago (Otello)

#### Air de Luisa
Bien que ce soit l'air de Luisa, il prend presque la forme d'un duo à cause de l'importance que Wurm y tient. La scène commence par un classique récitatif mais arrive vite une musique plus tendue, plus intensive. Les brusques trilles rappellent Otello et la plainte de la clarinette trouverait aisément place dans La Traviata. Le stratagème de Wurm est accompagné par des octaves à vide de tout l'orchestre sur un ré ainsi que d'une grave montée chromatique. Luisa se révolte dans un grand andante agitato (allant et agité), une grande ligne mélodique proche de la déclamation par ses mouvements très conjoints et ses grandes sautes. Mais le rythme est bousculé par Verdi qui prolonge le deuxième ensemble de quatre mesures, prolongation qui exprime l'hésitation de Luisa. Cette carrure bouleversée fut acclamée par Baservi: « Verdi s'est senti tellement inspiré qu'il n'a pas cru devoir se soumettre à la coupe traditionnelle » et il le félicite de cette audace. Cette angoisse n'émeut pas Wurm et Luisa commence une cabalette en mi bémol mineur exprimant sa profonde indignation de la jeune fille. Le chant très mouvementé de Luisa indique le sort tragique qui attend les jeunes gens à la suite de cette machination.

#### Duo de Walter et Wurm
Alors que le librettiste voulait surtout exposer Rodolfo et Luisa, victimes de l'intrigue, Verdi a voulu ce passage pour en exposer les auteurs mais également pour faire comprendre au public la menace de Rodolfo que l'on apprend bien plus tôt dans le drame de Schiller. Wurm informe Walter de la réussite de leur machination mais demande au comte qu'elle est la menace de Rodolfo, cette question lance le duo qui s'enchaîne à la cabalette. Le long récit dialogué du meurtre du gouverneur légitime permet au Comte d'expliquer comment Rodolfo a pu le menacer. Plus le récit avance, plus la musique se fait sentir jusqu'à la cabalette où se libère l'angoisse des complices. Le duo commence en si bémol majeur mais il tombe en si bémol mineur puis en ré bémol lors du récit du forfait, récit néanmoins conclu par la tonalité originelle. La cabalette en si bémol majeur exprime l'inquiétude des deux basses. Malgré ces parties séparées, le duo reste d'une grande unité par le retour à la tonalité du début, par les mêmes enchaînement harmoniques et l'unité thématique.

#### Quatuor
La confrontation des deux femmes commence par un récitatif de vers régulier, mais la musique s'anime pour le premier mouvement du quatuor : un dialogue en allegro moderato (allègre mais modéré). Dans l'œuvre de Schiller, nul témoin n'assiste à la scène entre les deux rivales, mais il s'agissait uniquement pour Verdi de rassurer la duchesse inquiète et donc de mettre en présence Wurm et Walter. Sur un rythme encore une fois proche de celui de l'ouverture, Verdi traduit l'étonnement de la duchesse face à la candeur de Luisa, l'angoisse de celle-ci et la sournoiserie des deux hommes. Quand Luisa avoue son amour pour Wurm, le thème devient proche de celui du chœur qui accompagnait l'arrivée de la duchesse dans l'acte I. Le mouvement central du quatuor est a cappella tel qu'on peut trouver dans le premier acte des Vêpres Siciliennes. Suit une section en sol majeur, ce passage fait preuve d'un « habile inventivité », occasion d'un madrigal.

#### Air de Rodolfo et deuxième final
Cammarano réussit à convaincre Verdi de l'intérêt de clore l'acte par un air final, ce qui donna un des plus beaux andante du compositeur. Les quatre premières mesures rappellent une fois encore le climat de l'ouverture. Intervient fugitivement le paysan soudoyé par Wurm pour porter la lettre à Rodolfo. L'orchestre s'agite fortement, montrant l'agitation du jeune homme, en suit cependant un andante d'un grand lyrisme plein de douceur. Cet air est à la fois simple et suave, c'est l'idylle. Un amour simple et plein de douceur et de calme. La mélodie est assez horizontale, les harmonies ne sont pas poussées, la fin brusque n'en fait que davantage ressentir le courroux de Rodolfo. Après que Wurm a été provoqué en duel et s'est enfui, commence avec l'arrivée de Walter un tempo di mezzo presque parlante, qui rappelle, une fois de plus, le thème de l'ouverture tant au niveau du rythme qu'au niveau du climat de tragédie. Walter suggère à son fils d'épouser la duchesse pour se venger de l'affront, la cabalette clôt le final en si bémol majeur.

### Acte III

#### Chœur

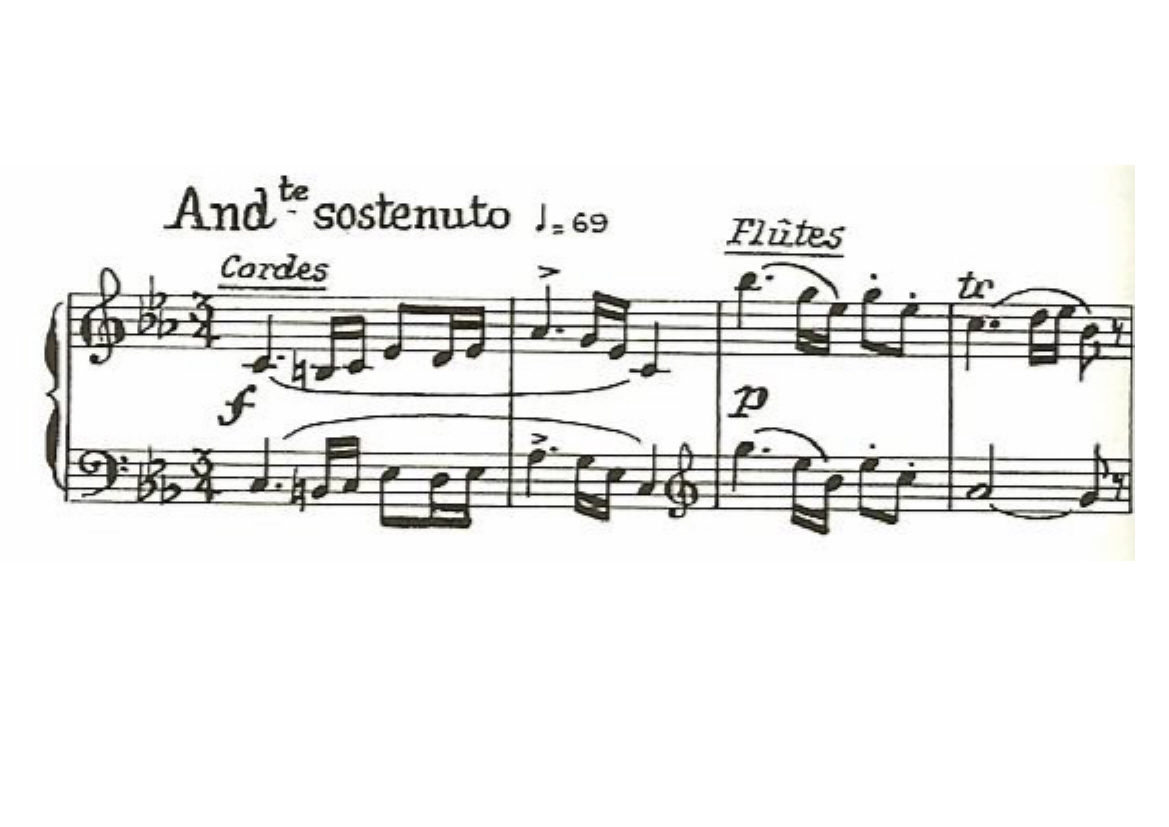
Introduction du chœur, alternance du rappel de l'ouverture et de celui du premier chœur

C'est le dernier des trois chœurs qui ouvraient les différents actes ; celui-ci est empreint d'une profonde mélancolie. Le prélude est, une fois de plus, un rappel de l'ouverture, entrecoupé de passages du premier duo de Luisa et Rodolfo aux flûtes, passages bien moins forts que ceux rappelant l'ouverture, indiquant que la tragédie a pris le dessus ; puis commence un air chanté par des femmes à trois voix égales auquel répond la voix de Laura. Chœur plein de délicatesse et d'intention, alternant le mineur pour partager la tristesse de Luisa et le majeur pour tenter de la réconforter et la forcer à accepter de se nourrir. Mais Miller arrive, annoncé par un changement de tempo et le chœur des femmes se retire.

#### Duo de Luisa et Miller

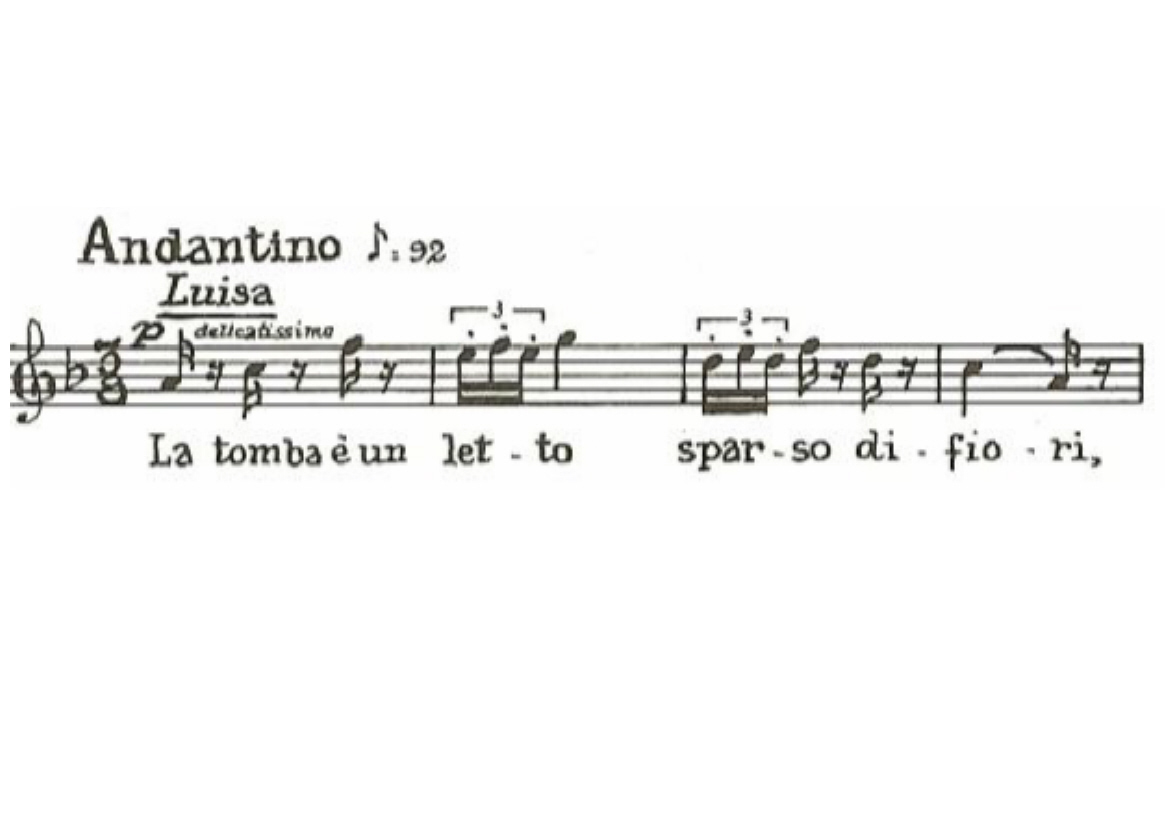
La tomba è un letto, passage solo de Luisa

Avec ce duo commence la phase finale du drame, Luisa ne quittera plus la scène avant de s'en remettre aux mains de Dieu. L'allure ralentit, il ne reste plus aux personnages qu'à attendre la mort qui vient, car plus rien ne se passera hormis cette mort ; Verdi insiste donc sur les sentiments des personnages Lorsque Miller lit la lettre que Luisa adresse à Rodolfo pour lui dire qu'elle l'aime encore, l'orchestre reprend le thème de l'ouverture tel qu'il est traité dans l'introduction de cet acte avec une montée chromatique. La violente réaction de l'orchestre traduit l'indignation de son père. Commence le premier mouvement du duo, très libre mais régulier et ponctué d'interventions solistes des deux intervenants. Luisa pense à la mort comme à une douce échappatoire d'où le magnifique passage en fa majeur, mais Miller est atterré et reprend des tonalités mineures (fa et ré bémol). Miller passe ensuite par un grand nombre de tonalités pour tenter de convaincre sa fille. Celle-ci, émue, déchire la lettre tandis que violons et hautbois traduisent musicalement les larmes. Les deux chanteurs chantent donc ensemble d'un même élan un passage en fa majeur, puis vient la proposition de s'en aller vivre ailleurs, vie exposée sous la forme d'une cabalette en la bémol majeur. Le duo se clos par un passage animé où les voix semblent s'étreindre. Ce duo est très proche de celui de Gilda et son père dans Rigoletto.

#### Prière et trio final

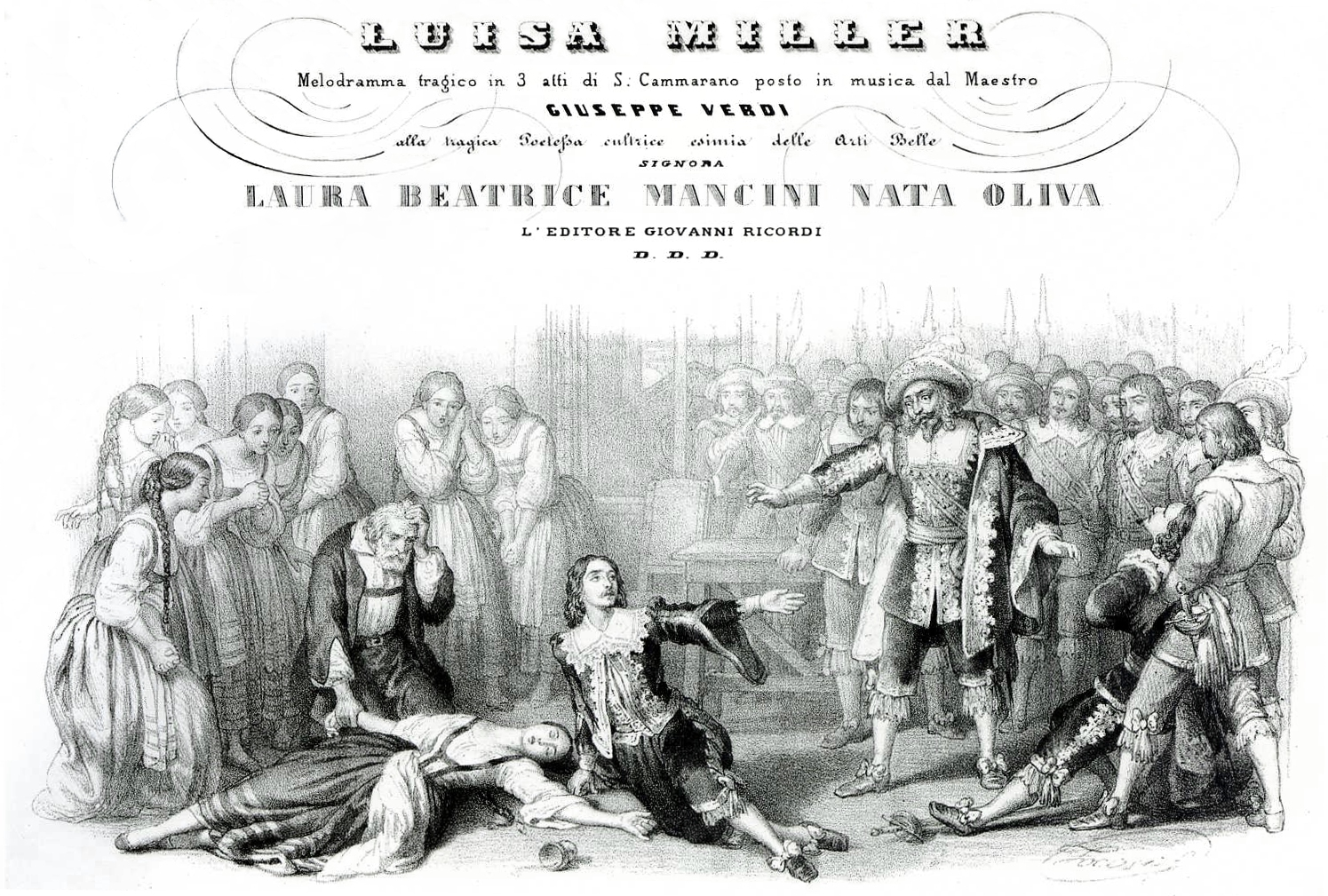
Illustration de l'édition Ricordi de la partition de Luisa Miller

Les accords liturgiques de l'orgue provenant du mariage de la duchesse et de Rodolfo poussent Luisa à une dernière prière dans le village. Mais survient Rodolfo qui commet le geste fatal en versant du poison dans la coupe, s'ensuivront le duo et le trio final dans lesquels se déverseront toute l'émotion de ces scènes intensément dramatiques. Le passage qui suit l'arrivée de Rodolfo s'étend énormément sur les sentiments des personnages sans pourtant faire que le rythme se relâche grâce à la rapidité de mouvement, également destinée à maintenir la grande pression dramatique. Ainsi, le fil directeur du final ne se détend pas et assure pleinement la continuité de l'ensemble, ce qui n'empêche pas une grande diversité de temps forts, de « temps morts », d'éclats, de silences, de rapidité et de lenteur. L'intrigue n'ayant plus rien à nous révéler, c'est la pleine expression du drame qui s'exprime ici. Rodolfo regarde Luisa prier et s'exprime dans un trait chromatique emplit d'amertume. Quand Luisa se rend compte de la présence de Rodolfo, son tressaillement s'exprime par ceux des cordes. Quand Rodolfo demande à Luisa si elle a bien écrit la lettre, elle répond « oui » sur un accord de mi majeur (dominante de la tonalité de l'air). Lorsqu'elle boit la coupe se produit un grand mouvement chromatique des flûtes et clarinettes dans un sens et des violoncelles et altos de l'autre. Le duo comporte deux mouvements et s'enchaîne à l'unique mouvement du trio. Le premier mouvement est un andante en sol mineur/majeur, simple, pur, dépouillé comme tout le final. Rodolfo veut révéler à Luisa qu'elle a bu du poison quand sonne l'horloge du château, accompagné par des bassons et des cuivres sur des septièmes diminuées. Intervention suivie de trémolos aux cordes et d'une chute de quintes qui passe à l'orchestre. L'annonce de la mort libère Luisa qui révèle le secret de son amour. L'orchestre se déchaîne pour exprimer l'horreur de Rodolfo qui commence la cabalette allegro agitato assai (allègre et agité)., brève, suivie d'un nouveau saut de quinte. Miller trouve sa fille qui agonise, sa faiblesse est exprimée par une montée chromatique d'arpèges de septièmes diminuées, commence alors le trio final. Le climat est feutré, les violons jouent en sourdine et chantent l'espoir des amants en la clémence de Dieu dans l'au-delà avec de grands arpèges à l'orchestre. Les trois voix entrent décalées sur un thème en mi bémol mineur, qui rend l'atmosphère proche de celle du trio final de La forza del destino. Après cette atmosphère funèbre intervient la dernière section en mi bémol majeur qui exprime la joie de retrouver après la mort un monde meilleur. Wurm entre sur des accords parfaits mineurs et est transpercé par l'épée de Rodolfo.

### Un travail thématique
L'opéra de Verdi présente un travail thématique approfondi. En effet, un certain nombre d'effets musicaux s'articulent autour de différents thèmes évoquant une personne ou une idée. Les thèmes sont rarement ré-exposés de manière identique à la première mais généralement sous forme de variation qui s'inscrit dans la ligne générale de l'œuvre.
Le tableau ci-dessous recense les apparitions des principaux thèmes qui composent le travail thématique de l'opéra :
- le thème O est celui exposé dès l'ouverture, il introduit dans la tragédie et son omniprésence croissante annonce la fin tragique de l'intrigue. Il est souvent repris de façon rythmique et non mélodique malgré certaines similitudes ; ainsi, le mouvement des doubles croches et de la noire pointée est toujours conjoint.
- le thème T est celui de l'atmosphère de Wurm et Walter, il s'agit toujours du même mouvement mélodique doublé à la tierce et généralement joué par les bassons ou les clarinettes.
- le thème A est celui de l'amour passionné qui unit Luisa à Rodolfo, exposé lors du premier chœur, il alterne lors de l'introduction du troisième acte avec le thème O avant de s'effacer définitivement devant la tragédie.
- le thème W est celui qui caractérise les machinations diaboliques de Wurm, il est comparable à celui qui accompagne Iago dans Otello à partir du deuxième acte.

| Thème | Moment                                                     | Interprète(s)                  |
| ----- | ---------------------------------------------------------- | ------------------------------ |
| O     | Ouverture                                                  | Orchestre                      |
| T     | Introduction, lors de l'intervention de Miller             | bassons, cordes graves         |
| A     | Introduction, après l'arrivée de Rodolfo                   | Luisa et Rodolfo               |
| W     | Scène et air de Miller                                     | cordes                         |
| T     | Scène et air de Miller                                     | clarinettes                    |
| T     | Premier final                                              | clarinettes, bassons           |
| O     | Récitatif du Premier final                                 | Luisa, Rodolfo, Miller, Walter |
| T     | Chœur d'introduction du 2e acte, lors de l'arrivée de Wurm | clarinettes, violons           |
| W     | Scène et air de Luisa                                      | cordes                         |
| O     | Scène et air de Rodolfo, introduction                      | Orchestre                      |
| O     | Scène et air de Rodolfo, arrivée de Wurm                   | Orchestre                      |
| O     | Introduction du 3e acte, en alternance avec le thème A     | cordes                         |
| A     | Introduction du 3e acte, en alternance avec le thème O     | flûtes                         |
| O     | Duo de Luisa et Miller                                     | accompagnement timbales        |
| T     | Duo de Rodolfo et Luisa                                    | Orchestre                      |

Bien que l'on ne puisse plus parler d'un travail thématique, Verdi a également « codifié » l'expression de certaines idées et de certains sentiments pour renforcer l'unité de l'œuvre, en utilisant à plusieurs reprises dans des conditions semblables les mêmes moyens musicaux d'expression.

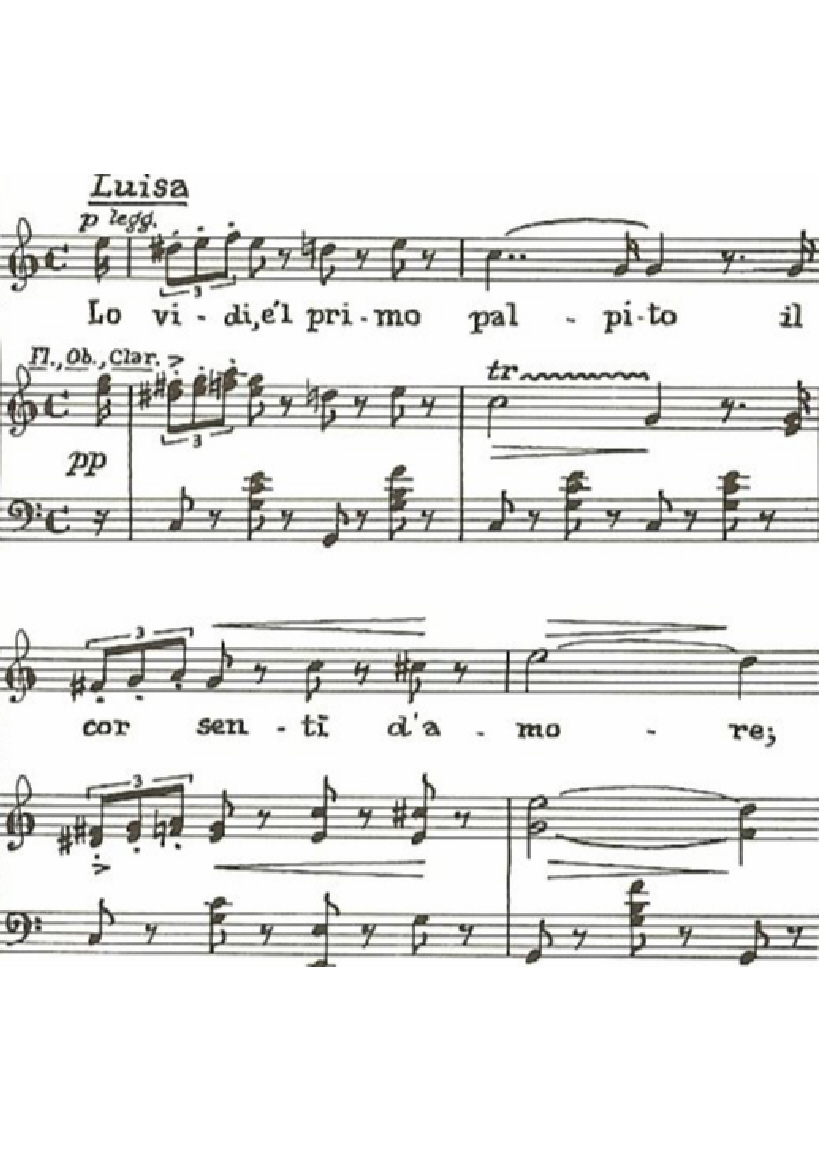
Première intervention de Luisa

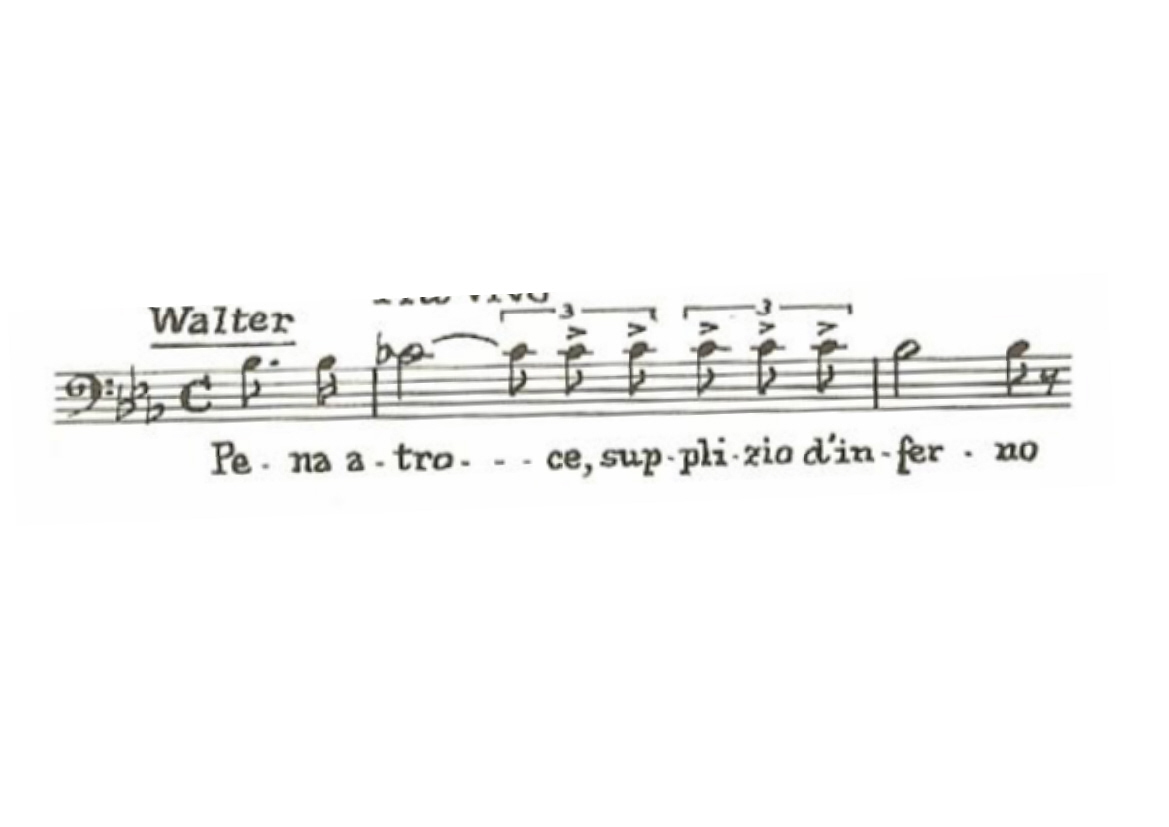
ostinato ternaire dans une mesure binaire, première intervention de Walter

Ainsi, dans Luisa Miller, le désarroi se traduit souvent par l'utilisation d'un ostinato de notes ternaires dans une mesure binaire. On retrouve ce procédé pour exprimer l'angoisse du Comte Walter dans son air du premier acte ou l'horreur de Luisa quand Wurm lui dicte la lettre, mais aussi plus discrètement lorsque Wurm apprend à Miller la véritable identité de Rodolfo.
Les passages qui traduisent l'espoir en la clémence du Dieu tout-puissant sont également très proches, ce sont tous des passages majeurs forte qui succèdent à des airs mineurs. Ainsi les dernière notes du premier final ou celles l'introduction du deuxième acte.
Les deux passages qui montrent Luisa dans toute sa pureté et son innocence, à savoir sa première intervention et son renoncement au Monde dans le duo avec son père, sont également très semblables, rythmiquement et mélodiquement.

## Composition de l'orchestre

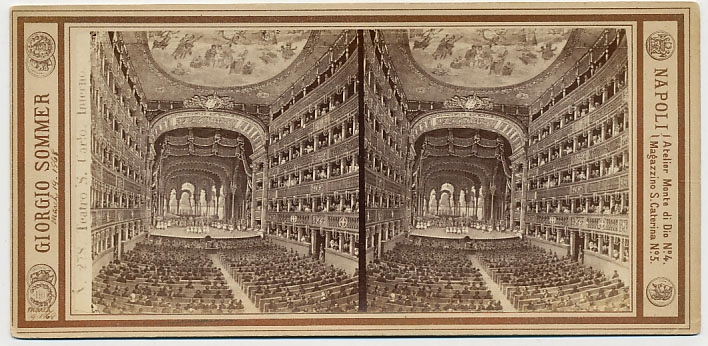
Vue stéréoscopique du Teatro San Carlo par Giorgio Sommer

| Instrumentation de Luisa Miller                                      |
| Cordes                                                               |
| premiers violons, seconds violons, altos, violoncelles, contrebasses |
| Bois                                                                 |
| 1 piccolo, 2 flûtes, 2 hautbois 2 clarinettes, 2 bassons             |
| Cuivres                                                              |
| 4 cors, 2 trompettes, 3 trombones, 1 tuba                            |
| Percussions                                                          |
| timbales, grosse caisse, cloche                                      |
| Autres instruments                                                   |
| 1 harpe, 1 orgue                                                     |

## Transcription
Luisa Miller a été transcrit pour quatuor à cordes par Emanuele Muzio, ami et unique élève de Verdi. L'arrangement a été enregistré par le Quatuor Hagen.

## Enregistrements

### Audio
- 1964 - Anna Moffo (Luisa), Carlo Bergonzi (Rodolfo), Shirley Verrett (Federica), Cornell MacNeil (Miller), Giorgio Tozzi (Walter), Ezio Flagello (Wurm) - Chœur et orchestre de la RCA Italiana, Fausto Cleva - (RCA)
- 1975 – Montserrat Caballé (Luisa), Luciano Pavarotti (Rodolpho), Anna Reynolds (Federica), Sherill Milnes (Miller), Bonaldo Giaotti (Walter), Richard Van Allan (Wurm) - London Chorus, Philharmonia Orchestra, Peter Maag - (DECCA)
- 1979 - Katia Ricciarelli (Luisa), Placido Domingo (Rodolfo), Elena Obraztsova (Federica), Renato Bruson (Miller), Gwynne Howell (Walter), Wladimioro Ganzarolli (Wurm) - Chœur et Orchestre de l'Opéra Royal de Covent Garden à Londres, Lorin Maazel - (DG)

### Vidéo
- 1979 - Renata Scotto, Placido Domingo, Jean Kraft, Sherrill Milnes, Bonaldo Giaiotti, James Morris - Chœur et orchestre du Metropolitan Opera de New York, James Levine - (DG)
- Darina Takova, Giuseppe Sabbatini, Alexander Vinogradov, Damiano Salerno, Ursula Ferri, Arutjun Kotchinian, Elisabetta Martorana, Luca Favaron, chœur et orchestre du théâtre de La Fenice, direction Maurizio Benini